# Aranykéz utcai robbantás
Az Aranykéz utcai robbantás egy pokolgépes merénylet volt 1998. július 2-án Budapest V. kerületében, az Aranykéz utcában. Az eset az 1990-es években Magyarországon zajló maffiaháború egyik legnagyobb erejű bombatámadása volt, valamint az első olyan, ahol ártatlan kívülállók is életüket vesztették. Az ekkoriban lezajlott számos robbantásos alvilági támadás közül ez az egyik legismertebb.

## Története
A robbantás célpontja az akkor 43 éves Boros József Károly („Óriás Tamás”) vállalkozó volt, aki korábban részt vett az „olajszőkítésben”, amire csakhamar egy egész maffiahálózat épült fel egymással is versengő, rivalizáló csoportokkal. Az olajmaffián belül már 1996-ban megkezdődtek a leszámolások, aminek során számos „vállalkozót” robbantottak fel saját autójában, vagy lövettek agyon (utóbbiak közül a Fenyő-gyilkosság vált a legismertebbé).
Boros „olajügyekben” ekkoriban már a rendőrség első számú besúgója volt, amiért az Aranykéz utcai esetig már összesen hatszor próbálták megölni, mindaddig sikertelenül. Boros információi nyomán addigra már számtalan eljárás indult ismert bűnözők ellen. Mivel Boros maga is aktívan űzte a fűtőolaj (színezett dízel) színtelenítését, majd üzemanyagként való eladását az utóbbit sújtó adók megfizetése nélkül (vagyis az „olajozást”), ezért úgy vélték, csak üzleti ellenfeleinek eltakarítására használta a nyomozóhatóságokat, így hatósági védelmet nem nagyon kapott.
1998. július 2-án Boros leparkolt az Aranykéz utcai parkolóházban és elindult az évek óta szokásos útvonalán a közelben lévő irodája felé. Amikor déli 12 óra előtt néhány perccel egy, az utcán parkoló kispolski mellé ért, az abban korábban elhelyezett bombát működésbe hozták a merénylők. A nagyjából négy kilónyi TNT-nek megfelelő erejű robbantás hatalmas pusztítást végzett; Boroson kívül még három embert ölt meg, és több mint húszat megsebesített.
Az elkövetéssel már akkor meggyanúsították Jozef Roháčot és szlovák társait, akikről kiderítették, hogy a Béke Hotelben készültek a támadásra, a bombát is ott „pihentetve”, mielőtt beépítették volna a merénylethez használt autóba, amelyet Josef Hamala vásárolt álnéven, hamis papírokkal. Roháč és csapata szlovák diplomata-útlevéllel és szlovák rendszámú autókkal közlekedtek. Egy, a közelben zongoristaként dolgozó grafikus végzettségű szemtanú tökéletes fantomképet is rajzolt róluk, akikre ezen kívül egy megbízható belső informátoruk is rámutatott, valamint a térfigyelő kamerák képein is beazonosították őket.
A fantomkép alapján a szlovák rendőrség azonosította is Roháčot, ám kiadatására akkor semmi esély sem mutatkozott, mivel a csoport a szlovák titkosszolgálatnak, a SIS-nek is dolgozott, amely ekkoriban alaposan össze volt fonódva az alvilággal.
Vladimír Mečiar bukása után felszínre került az Omega-hadművelet. Eszerint a szlovák titkosszolgálat állítólag orosz megbízásból próbált zavart kelteni Magyarországon és Csehországban, ezzel hátráltatva ekkor küszöbön álló NATO csatlakozásukat. Állítólag ennek keretében követett el a „Mečiar-kommandó” számos bombamerényletet (igaz elsősorban politikai célpontok ellen), köztük pedig ezt is.
A nyomozás későbbi szakaszában már egy másik maffiózót, Portik Tamást – és nem a szlovák titkosszolgálatot – vélték a valódi felbujtónak, de ezt azóta sem tudták egyértelműen sem megerősíteni, sem megcáfolni. Portikot és társait végül 2012 júliusában fogta el a TEK és ekkor gyanúsították meg többek között ezzel az üggyel is.
Roháčot 2008-ban Seres Zoltán 1999-es kivégzése kapcsán vették őrizetbe először Magyarországon, amiért napra pontosan annyi börtönbüntetést kapott, mint amennyit addig előzetes letartóztatásban leült. A 2010-es ítélet kihirdetése után gyakorlatilag szabadon távozhatott. Az Aranykéz utcai merénylettel kapcsolatban, noha a magyar rendőrség szinte a kezdetektől fogva elegendő bizonyítékkal rendelkezett és rendelkezik, csak tizenöt évvel később, 2013. március 4-én hallgatták ki először gyanúsítottként. A magyar bíróság 2017. május 17-én Jozef Rohácot jogerősen életfogytig tartó fegyházbüntetésre ítélte. A robbantást megrendelő Portik Tamás 13 évet kapott.